# Gabare de Saint-Simon
La gabare de Saint-Simon, aussi appelée gabare de Charente, est un des trois types de gabares connus sur la Charente et la Boutonne.
Elle était construite au village de Saint-Simon, en Charente, et était une adaptation du lougre de cabotage.

## Description
À la différence de son homologue la gabare de Port-d'Envaux, elle était construite à franc-bord. Mais tout comme elle, elle pouvait recevoir un gréement.